# Parti vert mongol
Le Parti vert mongol (en mongol : Монголын Ногоон Нам (Mongolyn Nogoon Nam)) est un parti politique fondé en 1990 lors de la démocratisation de la Mongolie, devenant le premier parti vert fondé en Asie.

## Histoire
Membre de la coalition au pouvoir entre 1996 et 2000, le Parti vert obtient un siège lors des élections législatives de 2008, siège qui ne lui sera attribué qu'en janvier 2009 après un recompte des voix. En 2009, il soutient la candidature du président élu, Tsakhiagiyn Elbegdorj.
En 2005, des groupes environnementaux non gouvernementaux du Japon, de Corée du Sud et de Taïwan se sont rendus à Oulan-Bator pour discuter des questions de paix régionale en Asie de l'Est avec le Parti vert mongol.